# میکلوشی
میکلوشی (به مجاری:  Miklósi) یک منطقهٔ مسکونی در مجارستان است که در ناحیه تاب واقع شده‌است. میکلوشی ۱۰٫۴۷ کیلومتر مربع مساحت و ۲۰۰ نفر جمعیت دارد.